# درخت کریسمس (چاه نفت)

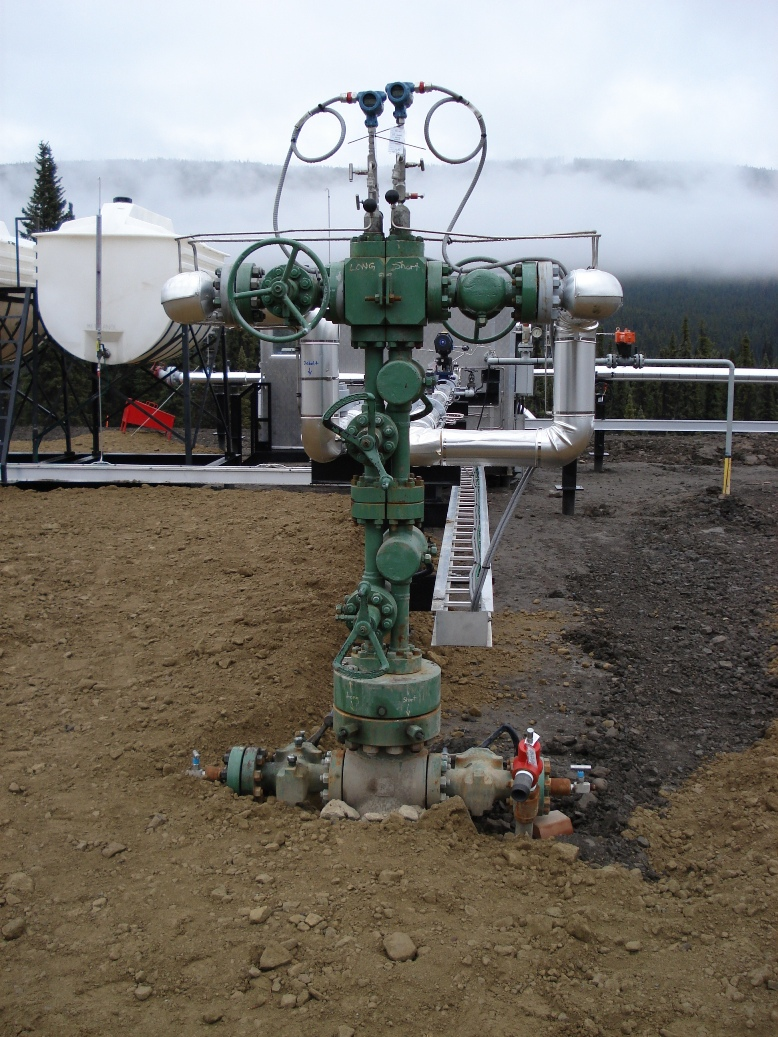
درخت کریسمس چاه نفت

در فرآيند استخراج نفت و گاز طبیعی، درخت کریسمس یا «درخت» ‌مجموعه‌ای از دریچه‌ها، قرقره‌های پوششی و اتصالاتی است ‌که برای تنظیم جریان‌ در لوله‌های موجود در چاه نفت‌، چاه گاز‌، چاه تزریق آب‌‌، چاه دفع آب، چاه تزریق گاز، چاه میعانات و انواع دیگر چاه استفاده می‌شود.

## بررسی اجمالی
اولین درخت کریسمس ابتدایی‌ توسط برادران هامیل برای تحت کنترل درآوردن  اسپيندل تاپ استفاده شد.‌ این‌ شامل یک شیر T، با یک شیر 6 اینچی و 8 اینچی در لوله عمودی، و یک شیر 6‌ اینچی در لوله افقی بود. ابتدا شیر ‌عمودی بسته شده و سپس شیر به لوله ‌افقی ‌بسته می‌شد‌.  
درخت کریسمس هم در چاه‌های سطحی و هم در چاه‌های زیر دریا استفاده می‌شود. معمولا  نوع درخت را با عنوان "درخت زیر دریا" یا "درخت سطحی" شناسایی می کنیم. هر یک از این طبقه‌بندی‌ها دارای نمونه‌های متنوعی هستند. نمونه‌هایی از زیردریایی‌ها عبارتند از: درختان معمولی، دو حفره‌ای، تک ‌سوراخ، TFL (از طریق خط جریان)، افقی‌، خط ‌گلی، خط گلی افقی‌، دریچه‌های جانبی، و TBT ( از طریق سوراخ). عمیق ترین درخت زیردریایی در خلیج مکزیک با ارتفاع تقریبی ۹٬۰۰۰ فوت (۲٬۷۰۰ متر) نصب شده‌است .‌ (محدودیت‌های فنی فعلی تا ارتفاع حدود 3000 متر و دمای کار 50- درجه فارنهایت تا 350 درجه فارنهایت با حداکثر فشار 15000 psi است .)
وظیفه اصلی یک درخت، کنترل جریان يك‌ سيال ، ‌معمولاً نفت یا گاز ، از چاه است. (گاهي از درخت برای کنترل تزریق ‌گاز یا آب به چاه غیر‌تولیدی به منظور افزایش نرخ تولید نفت از چاه‌های دیگر استفاده‌ مي‌شود.) هنگامی که چاه و تاسیسات آماده تولید و دریافت نفت یا گاز هستند، دریچه‌های درختی باز می‌شوند و سیالات مجاز‌ هستند كه از یک خط جریان عبور کنند. این منجر به یک مرکز پردازش، انبار ذخیره سازی و/یا خط لوله دیگری می‌شود که در نهایت به یک پالایشگاه یا مرکز توزیع (برای گاز) منتهی ‌می‌شود. خطوط‌ جریان در چاه‌های زیردریایی معمولاً به یک سکوی تولید ثابت یا شناور یا ‌به یک کشتی ذخیره‌سازی یا بارج، معروف به کشتی تخلیه ذخیره‌سازی شناور (FSO)، یا‌ واحد پردازش شناور (FPU)، یا شناور تولید، ذخیره‌سازی و تخلیه شناور منتهی می‌شوند. (FPSO).
یک درخت اغلب عملکرد‌های اضافی متعددی از جمله نقاط تزریق شیمیایی، ابزار مداخله چاه، ابزار کاهش فشار، نقاط نظارت (مانند فشار، دما، خوردگی، فرسایش، تشخیص شن و ماسه، سرعت جریان، ترکیب جریان، بازخورد دریچه و موقعیت دریچه خفه‌ کننده ) و نقاط اتصال دستگاه‌هایی مانند مبدل‌های فشار و دما پایین سوراخ (DHPT) را ارائه می‌دهد. در چاه‌های تولید، ممکن است مواد شیمیایی یا الکل‌ها یا تقطیرهای نفتی برای جلوگیری از مشکلات تولید (مانند انسداد) تزریق شود.
استفاده از سیستم کنترل بر روی درخت زیر دریا برای نظارت، اندازه‌گیری و واکنش به خروجی‌های حسگر روی درخت یا حتی پایین سوراخ چاه باعث افزایش کارایی می‌شود. سیستم کنترل متصل به درخت، شیر ایمنی چاه (SCSSV، DHSV SSSV) را کنترل می‌کند در حالی‌که درخت به عنوان یک اتصال و مجرای سیستم کنترل به شیر اطمینان حفره عمل می‌کند.
پیچیدگی درخت در چند دهه اخیر افزایش‌یافته است‌. آنها اغلب به جای اینکه از اجزای فلنجی منفرد مونتاژ شوند، از بلوک‌های فولادی حاوی شیرهای متعدد تولید می‌شوند. این امر ‌به ویژه در كاربرد‌هاي زیردریایی که با توجه به قاب و سیستم‌های پشتیبانی اي که بلوک دریچه اصلی در آن یکپارچه شده‌است، باعث ایجاد تفاوت‌های زیادی با درخت شده‌است.
توجه داشته‌باشید که درخت و سرچاه قطعات جداگانه‌ای هستند که نباید به عنوان یک قطعه اشتباه گرفته‌شوند. درخت کریسمس در بالای سر‌چاه نصب می‌شود. یک سرچاه بدون درخت کریسمس در حین عملیات حفاری و همچنین برای موقعیت‌هایی که بعداً درختی در بالای خیز نصب می‌شود، استفاده می‌شود. چاه‌هایی که با پمپ‌های میله‌ای تولید می‌شوند (جک‌های پمپ، خرهای تکان دهنده، پمپ‌های ملخ و غیره) اغلب از هیچ درختی استفاده نمی‌کنند زیرا نیازی به مهار فشار وجود ندارد.

## سوپاپ ها
درختان زیردریایی‌ و سطحی دارای تنوع زیادی از پیکربندی دریچه‌ها و ترکیبی از دریچه‌های ‌دستی و/یا فعال (هیدرولیک یا پنوماتیک) هستند‌. نمونه‌هایی‌ در‌ مشخصات API 6A و 17D مشخص شده‌اند.
یک درخت سطح پایه شامل دو یا سه دریچه دستی است(معمولاً شیرهای دروازه‌ای به دلیل ویژگی‌های جریان آنها، در صورتي كه كاملا باز باشند داراي محدودیت کم برای جریان سیال‌اند).
معمولاً یک درخت سطحی‌ پیچیده حداقل چهار یا پنج دریچه دارد که معمولاً در یک الگوی چلیپایی چیده شده‌اند (از این رو اصطلاح "درخت کریسمس" پابرجا است). به دو شیر پایینی، شیر اصلی (به ترتیب بالا و پایین ) می‌گویند. شیرهای اصلی معمولاً در حالت کاملاً باز هستند و هرگز در هنگام جریان چاه باز یا بسته نمی‌شوند (به جز در مواقع اضطراری) تا از فرسایش سطوح آب‌بندی شیر جلوگیری شود. شیر اصلی پایینی معمولاً به صورت دستی کار می‌کند، در حالی که شیر اصلی بالایی اغلب به صورت هیدرولیکی فعال می‌شود و به آن اجازه می‌دهد تا به عنوان وسیله ای برای بسته شدن از راه دور در چاه در مواقع اضطراری استفاده شود. یک شیر بال فعال معمولاً برای بسته شدن در چاه هنگام جریان استفاده می‌شود، بنابراین شیرهای اصلی را برای بسته شدن مثبت برای اهداف تعمیر و نگهداری حفظ می‌کند. شیرهای بال هیدرولیک معمولاً به گونه‌ای ساخته می‌شوند که بدون مشکل بسته شوند، به این معنی که برای باز‌ ماندن به فشار هیدرولیک فعال نیاز‌ دارند. به همین دلیل اگر سیال کنترل از کار بیفتد، چاه به طور خودکار و بدون اقدام اپراتور خود را مسدود می‌کند.
شیر دست راست معمولاً شیر بال جریان یا شیر بال تولید نامیده می‌شود، زیرا در مسیر جریانی است که هیدروکربن ها به تأسیسات تولید می‌روند (در مورد چاه‌های تزریقی، مسیری که آب یا گاز از تولید به چاه طی می‌کند ).
شیر دست چپ را اغلب شیر بال کش (KWV) می‌نامند. این ماده عمدتاً برای تزریق مایعاتی مانند بازدارنده‌های خوردگی یا متانول برای جلوگیری از تشکیل هیدرات استفاده می‌شود. در دریای شمال به آن بازوی جانبی غیر فعال (NASA) میگویند. معمولاً به صورت دستی کار می‌کند.
شیری که در بالا قرار دارد دریچه سواب نامیده می‌شود و در مسیری قرار دارد که برای مداخلات چاه مانند كابل و لوله مغزی سیار استفاده شود . برای چنین عملیاتی، یک روان کننده بر روی بالای درخت نصب می‌شود و سیم یا سیم پیچ از طریق روان کننده پایین می‌آید و از شیر سواب عبور می‌کند و به داخل چاه می‌رود. این شیر معمولاً به صورت دستی کار می‌کند.
برخی از ‌درختان دارای یک دریچه سواب دوم هستند که این دو روی هم قرار گرفته‌اند. هدف اين است كه با حفظ  قاعده دو مانع، اجازه دهیم‌ تجهیزات از بالای در‌خت با جریان چاه پایین بیایند.‌ تنها با یک دریچه سواب، شیر اصلی بالایی معمولاً بسته‌ می‌شود تا به عنوان مانع دوم عمل کند و چاه را مجبور می‌کند در طول عملیات حفر کردن به مدت یک روز بسته شود. با این ‌حال‌، اجتناب از توقف تولید برای یک روز معمولاً سود کمی است و ارزش ‌هزینه ‌ا‌ضافی‌‌ برای داشتن یک ‌درخت کریسمس با دریچه سواب دوم ‌را‌ ندارد.
درختان ‌زیر‌دریایی در ‌پیکربندی‌های عمودی یا ‌افقی با تخصص‌های ‌بیشتری مانند دو‌ سوراخ‌، تک سوراخ، متحدالمرکز، حفاری، خط گل، بدون راهنما یا ‌راهنما ‌در دسترس ‌هستند. اندازه و وزن درختان زیر دریا ممکن‌ است از چند ‌تن‌ ‌تا حدود‌ 70 تن ‌برای کاربردهای بدون ‌راهنما در آب‌های عمیق (بیش از 3000 فوت) با ‌فشار بالا ‌متغیر باشد. درختان زیر ‌دریا در مقایسه با درختان سطحی‌ دارای دریچه‌ها و لوازم جانبی زیادی هستند‌. به طور معمول، یک ‌درخت زیر دریا دارای یک دریچه خفه کننده (اجازه دهنده کنترل جریان)، یک رابط اتصال جریان (هاب، فلنج یا سایر اتصالات)، رابط کنترل زیر دریا (هیدرولیک مستقیم، الکتروهیدرولیک یا الکتریکی) و سنسورهایی برای جمع آوری‌ داده‌هايي مانند فشار، دما، جریان ماسه، فرسایش، جریان‌ چند ‌فازی و جریان تک فاز مانند آب یا گاز ‌است.

## تصاویر درخت کریسمس سطحی و زیر دریا

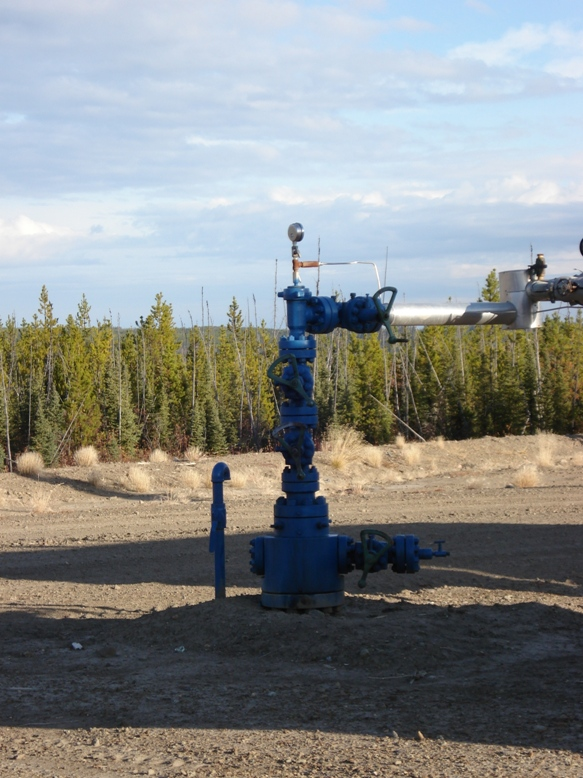
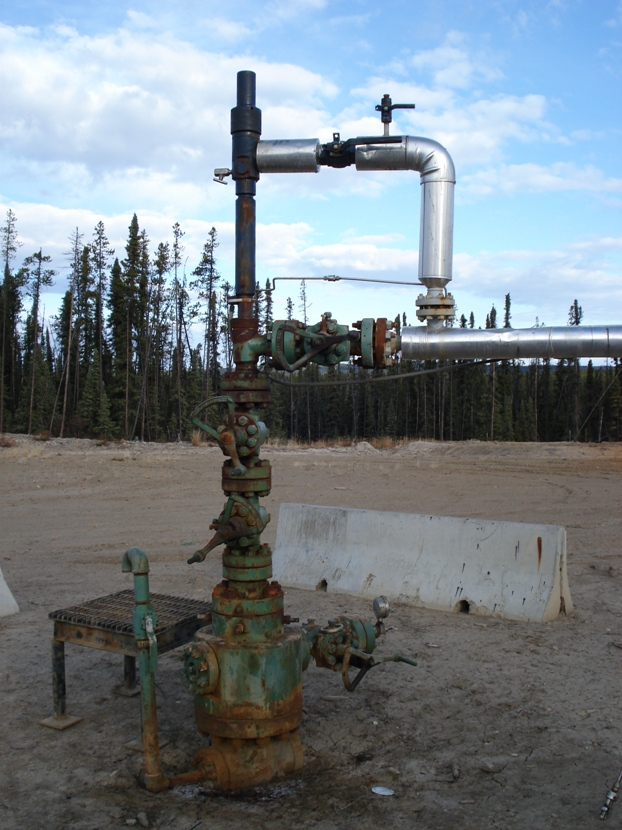
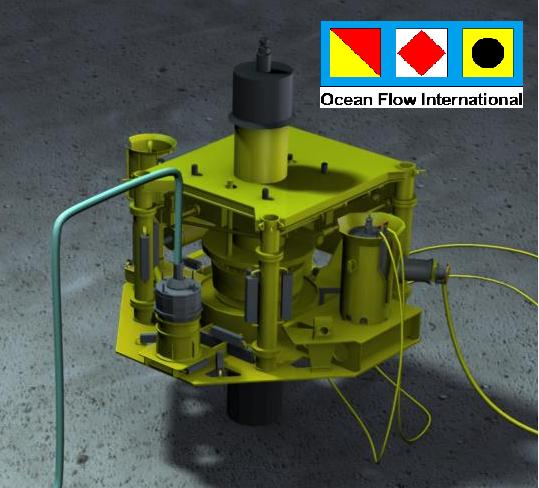

## همچنین ببینید
- Completion
- مخزن نفتی
- چاه نفت
- سكوی نفتی
- شیر دروازه‌ای